# بنفشه سفید شمالی
 بنفشه سفید شمالی(نام علمی: Viola macloskeyi) نام یک گونه از سرده بنفشه است.